# Handbuch der inneren Medizin
Das Handbuch der inneren Medizin ist ein in erster Auflage von 1911 bis 1919 in sechs Bänden im Springer Verlag erschienenes Handbuch der Inneren Medizin, das unter neuen Herausgebern insgesamt fünf Auflagen erlebte. Der letzte Teil des letzten Bandes der letzten Auflage erschien 1992.
Ein Handbuch ist wesentlich breiter angelegt als ein Lehrbuch. Entsprechend klein waren die Auflagen. 1939 gab der Springer-Verlag in 4. Auflage in Berlin ein zweibändiges Lehrbuch der inneren Medizin heraus; Autoren waren unter anderen Wilhelm Nonnenbruch, Hermann Straub, Gustav von Bergmann und Rudolf Staehelin. Außerdem gab der Springer-Verlag 1949–1951 in Wien in 1. Auflage ein dreibändiges Lehrbuch (Autor: Ernst Lauda) mit identischem Titel heraus. Noch kürzer war 1938 der Grundriß der inneren Medizin von Alexander von Domarus in 12. Auflage beziehungsweise 1957 in 22. Auflage von Alexander von Domarus und Hans Freiherr von Kress ebenfalls vom Springer-Verlag. Außerdem wurde im selben Verlag 1915 von Leopold Langstein, Carl von Noorden, Clemens Freiherr von Pirquet und Alfred Schittenhelm die mehrbändige Enzyklopädie der klinischen Medizin herausgegeben.

## Begründung und erste Auflage
Die Gründungsherausgeber der ersten Auflage waren Leo Mohr in Halle und Rudolf Staehelin, der bei den 1908 gestarteten Vorbereitungen noch in Berlin war und ab 1911 in Basel. Das Handbuch hatte einen gegenüber Vorgängern völlig verschiedenen Ausgangspunkt. Statt auf anatomisch-pathologischer Grundlage sollte es auf physiologisch-pathologischer Grundlage erstellt werden und klinische Aspekte in den Vordergrund stellen. Geplant waren sechs Bände mit rund 5600 Seiten und einer Auflage von 2500 Exemplaren. Die Kontrakte mit den Autoren wurden im Dezember 1908 abgeschlossen und es war geplant, den ersten Band bis Oktober 1910 und das gesamte Werk bis 1911 abzuschließen. Bald traten allerdings Schwierigkeiten auf. Staehelin musste im Herbst 1909 aus Gesundheitsgründen ausscheiden und Mohr überließ es zunehmend dem Springer-Verlag unter Ferdinand Springer junior, die ausstehenden Beiträge einzufordern und neue Autoren zu finden, wenn die ursprünglichen Autoren vom Projekt zurücktraten.
Nach etlichen Schwierigkeiten wurden die Korrekturfahnen des ersten Bandes im Juli 1911 verbreitet. Springer engagierte den Assistenten an der Charité Victor Salle, die Beiträge während der Registererstellung anzupassen. Salle leistete so gute Arbeit, dass er fest bei Springer als medizinischer Redakteur eingestellt wurde (ab 1920 war er einer der Herausgeber der Zeitschrift Zentralblatt für innere Medizin). Der erste Band über Infektionskrankheiten erschien im Oktober 1911 und schon drängten die Autoren der weiteren Bände auf das Erscheinen, da – wie sich einer der Autoren ausdrückte – ein 1909 konzipierter Artikel 1912 schon veraltet war. Noch im Frühjahr 1912 begannen die Arbeiten an einem korrigierten Nachdruck. Die weiteren Bände erschienen 1912 bis 1919. Die Erfahrungen, die Ferdinand Springer mit diesem mehrbändigen Handbuch von einer Vielzahl von Autoren machte, flossen in die erfolgreiche spätere Arbeit des Verlags an Handbüchern in Medizin und Naturwissenschaften ein.
In der ersten Auflage erschienen unter der Herausgeberschaft von Leo Mohr und Rudolf Staehelin:
- Band 1: Infektionskrankheiten, 1911,  1077 Seiten, mit 288 teils farbige Abbildungen, 3 farbige Tafeln. Autoren: Otto Rostoski Allgemeiner Teil, Spezieller Teil: Friedrich Rolly (Akute Exantheme), Paul Krause (Keuchhusten, Influenza, Febris herpetica, Parotitis epidemica, Diphtherie, Tetanus, Typhus exanthemicus (Fleckfieber), Cholera asiatica, Lepra), Georg Jochmann (Dysenterie (Ruhr), Septische Erkrankungen, Erysipel, Der akute Gelenkrheumatismus, Meningitis cerebrospinalis epidemica, Pest), Hugo Schottmüller (Die typhösen Erkrankungen), Eduard Müller (Die epidemische Kinderlähmung (Heine-Medinsche Krankheit)), Ernst  Steinitz (Die akute Miliartuberkulose mit O. Rostoski), Claus Schilling (Maltafieber, Protozoenkrankheiten, Gelbfieber, Denguefieber, Beriberi),  Felix Lommel (Zoonosen)
- Band 2: Respirationsorgane, Mediastinum, Zirkulationsorgane, 1914, 1342 Seiten, 321 teils farbige Abbildungen, Autoren: Edmund Meyer (Erkrankungen der oberen Luftwege), Gustav von Bergmann (Erkrankungen des Mediastinum), Rudolf Staehelin (Erkrankungen der Trachea, der Bronchien, der Lungen und der Pleuren), Franz Külbs (Erkrankungen der Zirkulationsorgane)
- Band 3, 2 Teile, Autoren: Karl Kißling, Julius Strasburger, Friedrich Umber, Franz Volhard
  - Teil 1: Leber und Gallenwege, Pankreas, 1914, 186 Seiten, 3 Abbildungen,
  - Teil 2:  Mundhöhle und Speiseröhre, Magen, Darm, Peritoneum, Nieren, Nierenbecken und Harnleiter, 1918, S. 187–1911 mit 245 teils farbigen Abbildungen und drei farbigen Tafeln, darin: Die doppelseitigen hämatogenen Nierenerkrankungen (Bright'sche Krankheit) von Franz Volhard, davon erschien 1918 ein Separatdruck, VIII, 576 Seiten, mit 24 meist farbigen Abbildungen und 8 farbigen Tafeln (Nachdruck des Separatdrucks: ISBN 978-3-662-42272-4, DOI:10.1007/978-3-662-42541-1)
- Band 4: Harnwege und Sexualstörungen, Blut, Bewegungsorgane, Drüsen mit innerer Sekretion, Stoffwechsel- und Konstitutionskrankheiten, Erkrankungen aus äusseren physikalischen Ursachen, 1912, 820 Seiten mit 70 teils farbigen Abbildungen und 2 farbigen Tafeln, Autoren: Friedrich Suter (Erkrankungen der Blase, der Prostata, des Hodens und Nebenhodens, der Samenblasen und funktionelle Sexualstörungen), Paul Morawitz (Blut und Blutkrankheiten), Felix Lommel (Erkrankungen der Muskel, Gelenke und Knochen), Wilhelm Falta (Erkrankungen der Drüsen mit innerer Sekretion), Wilhelm Alexander Freund,  Reinhard von den Velden, Akademie für Praktische Medizin Düsseldorf, (Anatomisch begründete Konstitutionsanomalien, Konstitution und Infantilismus), Julius Baer mit Beitrag von Alfred Gigon (Stoffwechselerkrankungen), Hans Vogt, Professor in Straßburg, (Rachitis, Osteomalazie, Exsudative Diathese), Leo Mohr, Rudolf Staehelin (Erkrankungen aus äußeren physikalischen Ursachen)
- Band 5: Erkrankungen des Nervensystems, 1912, 1104 Seiten mit 315 teils farbigen Abbildungen, Autoren: Eduard Müller (Erkrankungen des Rückenmarks und seiner Häute), Max Rothmann (Erkrankungen des Großhirns, des Kleinhirns, der Brücke, des verlängerten Marks und der Hirnhäute), Otto Veraguth (Die Krankheiten der peripheren Nerven), Robert Bing (Kongenitale, heretofamiliäre und neuromuskuläre Erkrankungen), Karl Heilbronner (Die Psychoneurosen, Die Epilepsie), Hans Curschmann (Neurosen), Oskar Kohnstamm (Die Physiologie und Pathologie des viszeralen Nervensystems), Hermann Gutzmann jr. (Die funktionellen Störungen der Stimme und Sprache), Ernst Meyer (Toxische Erkrankungen des Nervensystems)
- Band 6: Grenzgebiete – Vergiftungen – Generalregister, 1919, 1091 Seiten mit 59 teils farbigen Abbildungen, Autoren: Gerhard Hotz (Chirurgische Eingriffe bei Erkrankungen der Thoraxorgane), Wilhelm Kotzenberg (Chirurgische Eingriffe bei Erkrankungen der Abdominalorgane, Chirurgische Eingriffe bei Erkrankungen des Nervensystems, Röntgentherapie bei inneren Erkrankungen (mit Kautz)), C. Möller (Chirurgische Eingriffe bei Erkrankungen von Drüsen mit innerer Sekretion, Chirurgische Eingriffe bei septischen Erkrankungen), Beziehungen der weiblichen Sexualorgane zu den Erkrankungen der übrigen Organe (mit den Unterabschnitten: Bernhard Krönig, K. Schneider, Beziehungen zwischen dem Respirationstraktus und dem Genitale, Otto Pankow, Beziehungen der Generationsorgane zu Herz und Gefäßen, Hans Schlimpert, Otto Pankow, Beziehungen zwischen Genitalerkrankungen und Intestinaltraktus, Hans Schlimpert, Beziehungen der Erkrankung von Leber und Gallenwegen zum weiblichen Genitale, Hans Schlimpert, Beziehungen zwischen Erkrankungen des uropoetischen Systems und Genitalerkrankungen beim Weib, Otto Pankow, Beziehungen des Blutes zu den weiblichen Generationsorganen, Hans Schlimpert, Beziehungen zwischen Genitalerkrankungen und den Organen mit innerer Sekretion, Oswald Bumke, Beziehungen von Erkrankungen des Nervensystems zum weiblichen Genitale), Karl Wittmaack (Krankheiten des Ohres im Zusammenhang mit der inneren Medizin), Ludwig Bach, Paul Knapp (Krankheiten des Auges im Zusammenhang mit der inneren Medizin), Max Cloetta, Edwin Stanton Faust, Erich Hübener (Berlin), Heinrich Zangger (Vergiftungen, der allgemeine Teile und anorganische und organische Gifte von Zangger, Alkaloide und andere Pflanzenstoffe durch Cloetta, tierische Gifte durch Faust, Nahrungsmittelvergiftungen auf bakterieller Basis von Hübener).

Während des Ersten Weltkriegs waren viele der Autoren als Ärzte stark eingespannt oder beim Militär, so auch der Herausgeber Leo Mohr, der fast ununterbrochen als Arzt an der Front war und am 31. Dezember 1918 an einer Sepsis starb, die er sich auf der Heimreise vom Militäreinsatz in der Türkei zugezogen hatte. Außerdem kam es zu einem Einbruch der Buchproduktion. Der dritte Band musste auf 1918 verschoben werden, nur ein Kapitel erschien früher.
Eine verlagsinterne Schwierigkeit ergab sich daraus, dass Springer 1911 die Arbeit an einer Encyclopädie der inneren Medizin und Kinderheilkunde begann (Herausgeber Leo Langstein, Carl von Noorden, Clemens von Pirquet, Alfred Schittenhelm) mit Überschneidungen zum Handbuch. Der Konkurrent Urban & Schwarzenberg veröffentlichte zudem ab 1904 die vierte Auflage von Albert Eulenburgs Real-Encyclopädie der gesammten Heilkunde, was dieselben Autoren- und Leserkreise ansprach, und plante ab 1912 ein mehrbändiges Werk über spezielle Pathologie und Therapie (Herausgeber Friedrich Kraus und Theodor Brugsch).

## Zweite Auflage
Herausgeber waren Gustav von Bergmann und Rudolf Staehelin.
- Band 1, 2 Teile, Infektionskrankheiten, 1925, Bearbeiter Konrad Bingold, Carlos Chagas, Robert Doerr, Herbert Elias, Eduard Glanzmann, Friedrich Göppert, Carl Hegler, Max Klotz, Felix Lewandowsky, Wilhelm Löffler, Felix Lommel, Rudolf Massini der Jüngere, Eduard Müller, Y. Rodenhuis, Friedrich Rolly, Claus Schilling, Alfred Schittenhelm, Hugo Schottmüller, Rudolf Staehelin, Teil 1 717 Seiten, Teil 2 S. 719–1515
- Band 2, 2 Teile, Zirkulationsorgane, Mediastinum, Zwerchfell, Luftwege, Lungen, Pleura, 1928, 1930, Bearbeiter Gustav von Bergmann, Hans Eppinger junior, Franz Külbs, Edmund Meyer, Rudolf Staehelin, Teil 1 980 Seiten, Teil 2 S. 981–1988
- Band 3, 2 Teile, Erkrankungen der Verdauungsorgane, 1926, Bearbeiter Gustav von Bergmann, Alfred Gigon, Gerhardt Katsch, Max Lüdin, Fritz Seiler (Professor in Bern), Julius Strasburger, Friedrich Umber, Friedrich Zschokke, Teil 1 1051 Seiten, Teil 2 723 Seiten
- Band 4, 2 Teile, Blut, Bewegungsapparat, Konstitution, Stoffwechsel, 1926, 1927, Bearbeiter Walter Alwens, Max Cloetta, Gerhard Denecke, Robert Doerr, Wilhelm Falta, Edwin Stanton Faust, Erich Hübener, Max Klotz, Leopold Lichtwitz, Felix Lommel, Max Lüdin, Erich Meyer, Paul Morawitz, Rudolf Staehelin, Ernst Steinitz, Reinhard von den Velden, Heinrich Zangger,
  - Teil 1: 1033 Seiten
  - Teil 2: Blutdrüsen, Erkrankungen aus äußeren physikalischen Ursachen, Vergiftungen, S. 1035–2026
- Band 5, 2 Teile, Erkrankungen des Nervensystems, 1925, 1926, Bearbeiter Gustav von Bergmann, Ernst Billigheimer,[3] Robert Bing, Oswald Bumke, Hans Curschmann, Kurt Goldstein, Ernst Meyer, Eduard Müller, Max Nadoleczny, Otto Veraguth, Karl Wittmaack, Teil 1 1073 Seiten, Teil 2 1075–1605
- Band 6, 2 Teile, Nieren und ableitende Harnwege, bearbeitet von Franz Volhard und Friedrich Suter, Berlin 1931
  - Teil 1 (Allgemeiner Teil): von Kapitel I Die doppelseitigen hämatogenen Nierenerkrankungen bis Kapitel VII Geschichte und Einteilung der hämatogenen Nierenerkrankungen von Franz Volhard, XIV, 1024 Seiten
  - Teil 2 (Besonderer Teil): von Kapitel VIII Die Nephrosen, die primären Parenchym- und Mesenchymdegenerationen bis Kapitel XI Die Sklerosen von Franz Volhard; Die ein- und beidseitig auftretenden Nierenkrankheiten (sog. chirurgische Nierenaffektionen) und Erkrankungen der Blase, der Prostata, der Hoden und Nebenhoden, der Samenblasen. Funktionelle Sexualstörungen von Friedrich Suter, Nachdruck ISBN 978-3-662-42701-9, Seite 1025–2148

## Dritte Auflage
Herausgeber waren Gustav von Bergmann und Rudolf Staehelin unter Mitwirkung von Victor Salle. Erschienen sind nur Band 1 bis 3 sowie Band 5 und 6 in insgesamt acht Teilen (1934 bis 1944).
- Band 1, Infektionskrankheiten, 1934, Bearbeiter Robert Doerr, Albert Eckstein, Herbert Elias, Ulrich Friedemann, Eduard Glanzmann, Carl Hegler, Viktor Klingmüller, Max Klotz, Gustav Liebermeister, Wilhelm Löffler, Felix Lommel, Rudolf Massini der Jüngere, Paul Morawitz, Ernst Georg Nauck, Alfred Schittenhelm, Werner Schulz, Rudolf Staehelin, 1299 Seiten
- Band 2, Blutkrankheiten, 1942, Bearbeiter Ludwig Heilmeyer, 751 Seiten
- Band 3, 2 Teile, Krankheiten der Verdauungsorgane, Bearbeiter Walther Baumann, Gustav von Bergmann, J. Brinck, Alfred Gigon, Norbert Henning, Heinz Kalk, Gerhardt Katsch, Max Lüdin, Otto Merkelbach, Otfried Müller, Herbert Schwiegk, Fritz Stroebe,
  - Teil 1, Mundhöhle, Speiseröhre, Magen, 1938, 789 Seiten
  - Teil 2, Darm, Bauchfell, Bauchspeicheldrüse, Leber und Gallenwege, 1942, S. 791–1514
- Band 5, 2 Teile, Erkrankungen des Nervensystems, 1939, Bearbeiter Hans Altenburger, Robert Bing, Gustav Bodechtel, August Bostroem, Oswald Bumke, Hans Curschmann, Friedrich Curtius, Friedrich Hiller, Johannes Lange, Fritz Lüthy, Kálmán Sántha, Heinrich Scheller, Richard Siebeck, Viktor von Weizsäcker
  - Teil 1, Allgemeines, Spezielle Pathologie 1, 798 Seiten
  - Teil 2, Spezielle Pathologie 2, S. 799–1797
- Band 6, 2 Teile, Konstitution, Idiosynkrasie, Stoffwechsel und Ernährung
  - Teil 1, Innere Sekretion, Fettsucht und Magersucht, Knochen, Gelenke, Muskeln, Bearbeiter Herbert Assmann, Theodor Benzinger, Hans Glatzel, Erich Hässler, Hans Lucke, Hermann Marx, 1941, 1077 Seiten
  - Teil 2, Konstitution, Idiosynkrasien, Stoffwechsel und Ernährung, Bearbeiter Max Bürger, Friedrich Curtius, Robert Doerr, Erich Grafe, Fritz Koller, Wilhelm Löffler, Hans-Jürgen Oettel, Caspar Tropp, Alfredo Vannotti, 1944, 1101 Seiten

## Vierte Auflage
Herausgeber waren Gustav von Bergmann, Walter Frey und Herbert Schwiegk, auf den die Hauptarbeit entfiel.
- Band 1, Infektionskrankheiten, 2 Teile, 1952, ISBN 3-540-01632-5
  - Bearbeiter Teil 1: Hans Schlossberger (Allgemeine Epidemiologie), Eduard Glanzmann (Masern, Scharlach, Röteln, Vierte Krankheit, Erythema infectiosum, Das kritische Dreitagefieberexanthem der kleinen Kinder/Exanthema subitum, Windpocken, Schweißfriesel (Febris miliaris), Infektiöse Mononucleose/Morbus Pfeiffer), F. O. Höring (Pocken), Hans Kleinschmidt (Parotitis epidemica (Mumps)), Rudolf Massini der Jüngere und Hermann Baur (Grippe/Influenza, Herpes Simplex), Hermann Baur (Schnupfen), Wilhelm Löffler und Fritz Lüthy (Encephalitis – selbständige Formen), G. Fanconi in Zürich (Poliomyelitis und verwandte neurotrope Viruskrankheiten), W. Mohr und K. Enigk (Veterinärmedizin) in Hamburg (Tollwut, Seltene Infektionskrankheiten, vorwiegend Zoonosen, Aujeszkysche Krankheit), Ernst Georg Nauck (Tropische Viruskrankheiten: Gelbfieber, Denguefieber, Papatacifieber, Rifttalfieber), Reinhard Aschenbrenner mit H. Eyer (Bonn) (Rickettsiosen),  W. Mohr (Mykosen), Konrad Bingold (Die septischen Erkrankungen, Erysipel, Typhus abdominalis und Paratyphus), Adolf Hottinger (Die Anginen, Diphtherie), Otto Gsell (Meningokokkeninfektionen), 1536 Seiten
  - Bearbeiter Teil 2:  Georg Walther (Bacillenruhr), Ernst Georg Nauck (Cholera asiatica, Bartolnellosis/Carriónsche Krankheit),  Wilhelm Löffler (Brucellose), Hartwig Hormann (Pest), Hans Schulten (Tularämie), Fritz Linder (Tetanus), Eduard Glanzmann (Keuchhusten), Heinrich Lippelt (Rattenbißkrankheit/Sodoku, Rückfallfieber), W. Mohr (Lepra, Toxoplasmose), Otto Gsell (Leptospirosen: Morbus Weil Schlamm- und Feldfieber, Schweinehütererkrankung, Reisfeldfieber, Canicolafieber u. a.), Ludolph Fischer und Eduard Reichenow (Protozoenkrankheiten),   Fritz Weyer (Arthropoden als Krankheitserreger und -überträger), H. Vogel (Hamburg) und W. Minning (Wurmkrankheiten), 1225 Seiten
- Band 2, Blut und Blutkrankheiten, 1951 (Bearbeiter Ludwig Heilmeyer, Herbert Begemann, Beiträge von Hans von Braunbehrens)
- Band 3, Verdauungsorgane, 2 Teile, 1953, Bearbeiter Teil 1: Alfred Gigon (Krankheiten der Mundschleimhaut, Krankheiten der Speicheldrüse), Max Lüdin (Krankheiten der Speiseröhre), Gerhardt Katsch und Heinz Pickert (Greifswald) (Krankheiten des Magens),  Teil 2: Norbert Henning mit Walther Baumann (Krankheiten des Darmes, Krankheiten des Bauchfells), Gerhardt Katsch und Martin Gülzow (Krankheiten der Bauchspeicheldrüse), K. Beckmann, Professor in Stuttgart (Krankheiten der Leber und Gallenwege)
- Band 4, Erkrankungen der Atmungsorgane, 4 Teile, 1956 (Wilhelm Löffler, Alfred Brunner, Franz Escher, W. Behrens, G. Jaccard u. a.), ISBN 3-540-02028-4
  - Teil 1: Allgemeiner Teil: Gian Töndury in Zürich (Anatomische Vorbemerkungen), P. H. Rossier und Albert Bühlmann in Zürich (Pathophysiologie der Atmung), Wilhelm Löffler, R. Hoigné, Fritz Koller, Albert Bühlmann, E. Hanhart und W. Gloor-Meyer in Zürich  sowie H. Grunze in Berlin-Wannsee (Allgemeine Symptomatologie der Lungen- und Bronchialerkrankungen), R. Wolfer, Wilhelm Löffler und Georg Hossli in Zürich (Allgemeine Therapie),  Ernst Wiesmann in St. Gallen und Hans Löffler,  Franz Escher und A. Zuppinger in Bern (Allgemeine Untersuchungsmethoden),  Alfred Brunner (Indikationen zur chirurgischen Behandlung von Lungenkrankheiten), 668 Seiten
  - Teil 2: Spezieller Teil I: L. Rüedi in Zürich (Die Erkrankungen des Kehlkopfes), Kurt Graf in Zürich (Die Erkrankungen des Rachens), R. Luchsinger in Zürich (Die Erkrankungen der Nase), Erwin Uehlinger in Zürich (Die Thoraxdeformitäten), Robert Hegglin in St. Gallen (Die Zirkulationsstörungen der Lunge, mit Beiträgen von Erwin Uehlinger), Franz Escher (Die Tracheal- und Bronchialstenosen), Manes Kartagener in Zürich (Die Bronchitiden, Die Bronchiektasien),  Konrad Lottenbach, Ilse Noelpp-Eschenhagen und Bernhard Noelpp (Mechanische Aspekte der Lungenfunktion), Ilse-Noelpp Eschenhagen, Bernhard Noelpp (Asthma bronchiale), Konrad Lottenbach (Das Lungenemphysem), Wilhelm Löffler (Die Lungenatelektase),  Robert Hegglin (Die Pneumonien, mit Beiträgen von Uehlinger), E. Tanner in Arosa (Lungenabsceß und Lungengangrän), A. Zuppinger, A. F. Essellier und E. Rossi (Lungenfibrosen), 1548 Seiten
  - Teil 3: Spezieller Teil II: Ernst Wiesmann in St. Gallen (Das Tuberkelbacterium), G. Jaccard in Zürich (Die Tuberkulinempfindlichkeit, Angeborene Resistenz und erworbene Immunität bei der Tuberkulose), Adolf Ott in Solothurn (Die Epidemiologie der Tuberkulose), E. Haefliger in Faltigberg/Wald bei Zürich (Die Primo-Sekundärtuberkulose, Lungenphthise mit G. Mark, Therapie der Lungentuberkulose mit G. Mark), Wilhelm Löffler (Chronologie der Erkenntnisse über die Tuberkulose), Wilhelm Löffler mit W. Behrens junior (Morbus Boeck), A. F. Essellier und P. Jeanneret in Zürich (Die parasitären Lungenkrankheiten), T. Wegmann in Zürich (Die Pilzerkrankungen der Lunge, Organische Staublungen), Wilhelm Löffler, H. Gessner, Erwin Uehlinger, H. J. Schmid, U. Cocci, D. Högger, W. Behrens jr. (Die Pneumokoniosen), W. Bollag in Zürich und E. Schwarz in Novaggio (Die Lymphogranulomatose des Mediastinums und der Lunge), XXII, 932 Seiten
  - Teil 4: Spezieller Teil III: Karl Mülly in Zürich (Die Geschwülste der Lunge, der Pleura und der Brustwand, Erkrankungen und Geschwülste des Mediastinums), G. Jaccard (Erkrankungen der Pleura), D. Staehelin in Zug (Die Erkrankungen der Thymusdrüse), O. Spühler in Zürich (Die Erkrankungen des Zwerchfells), 693 Seiten, Register aller vier Bände S. 694–1034
- Band 5, Neurologie, 3 Teile, 1953 (Richard Jung, Friedrich Hiller (Evanston/Illinois), Oskar Gagel, Fritz Lüthy, Rudolf Brun, Bruno Schulz, Florin Laubenthal, Hubert Jantz, Traugott Riechert, Heinrich Scheller, Adolf Schrader, Gustav Bodechtel, Peter Emil Becker, Heinrich Kalm, Hans Demme, Werner Scheid, Heinrich Pette, Eberhard Bay, Hugo Ruf, Rolf Hassler, Julius Hallervorden, Helmut Selbach, Robert Mallison, Jakob Klaesi, Hans W. Gruhle), insgesamt 4070 Seiten, ISBN 3-540-01714-3
- Band 6, Konstitution, Allergische Krankheiten, Krankheiten der Knochen, Gelenke und Muskeln, 2 Teile, 1954 (Friedrich Curtius, Hugo Kämmerer, Rudolf Schoen, W. Tischendorf (Hannover), Franz Grosse-Brockhoff, Gerhard Schubert, Günter Höhne, Hans Glatzel, Alexander von Muralt, Wilhelm H. Adolph, Hans Ulrich Zellweger), insgesamt 2068 Seiten, ISBN 3-540-01809-3
- Band 7, 2 Teile, Innersekretorische und Stoffwechselkrankheiten, 1955 (Friedrich Bahner, Erich Grafe u. a.)
- Band 8, Nieren und ableitende Harnwege: Die hämatogenen Nierenerkrankungen, die ein- und beidseitig auftretenden Nierenkrankheiten, Erkrankungen der Blase, der Prostata, der Hoden und Nebenhoden, der Samenblasen. Funktionelle Sexualstörungen, bearbeitet von Walter Frey und Friedrich Suter, Berlin / Göttingen / Heidelberg 1951, XII, 1168 Seiten
- Band 9, Herz und Kreislauf, 6 Teile, Berlin / Göttingen / Heidelberg 1960, ISBN 3-540-02542-1
  - Teil 1: Herzinsuffizienz, Pathophysiologie, Pathologie, Therapie, Grössen- und Formänderungen des Herzens, Sportherz, Schock und Kollaps (Bearbeiter: Eberhard Buchborn, Hans Jahrmärker, Helmut Klepzig, Rudolf Knebel, Alfred Johannes Linzbach, Karl Musshoff, Herbert Reindell, Gerhard Riecker, Herbert Schwiegk), XVIII, 1184 Seiten, ISBN 3-540-02536-7
  - Teil 2: Rhythmus- und Leitungsstörungen, Traumatische Herzschädigungen, Erkrankungen des Endokard, Myokard, Perikard, Spezielle kardiologische Untersuchungsmethoden, Erworbene Herzklappenfehler (Bearbeiter: M. Holzmann, K. Kaiser, Franz Grosse-Brockhoff, Paul Schölmerich, Franz Loogen, Adalbert Schaede), XV, 1552 Seiten, ISBN 3-540-02537-5
  - Teil 3: Angeborene Herz- und Gefäßmißbildungen, Durchblutungsstörungen des Herzmuskels (Bearbeiter: Wilhelm Doerr, J. Eberl (München), Franz Grosse-Brockhoff, Franz Loogen, Adalbert Schaede, Gustav Schimert, Wilhelm Schimmler, Hans Schwalb), XXXIV, 1712 Seiten, ISBN 3-540-02538-3
  - Teil 4: Cor Pulmonale, Herz- und Kreislaufstörungen bei verschiedenen Krankheiten und Belastungen, Vegetative Herz- und Kreislaufstörungen, (Bearbeiter: Karl Matthes, Wolfgang T. Ulmer, Dietrich Wittekind, Klaus-Dietrich Bock (Basel), Hanns Gotthard Lasch, Alexander Grundner-Culemann, Otto Heinrich Arnold, Hellmut Hartert, Adolf Linke, Kurt Mechelke, Paul Christian), XVI, 924 Seiten, ISBN 3-540-02539-1
  - Teil 5: Hypertonie. Hypotonie, bearbeitet von Ernst Wollheim und Julius Moeller, 943 Seiten, ISBN 3-540-02540-5
  - Teil 6: Krankheiten der Gefäße, bearbeitet von Ernst Wollheim und Josef Zissler, XVI, 1392 Seiten mit Sachverzeichnis für Teil 1–6, ISBN 3-540-02541-3

## Fünfte Auflage
Die „fünfte völlig neu bearbeitete und erweiterte Auflage“ wurde von Herbert Schwiegk herausgegeben. Sein Nachfolger wurde ab 1981 Eberhard Buchborn (* 1921, † 2009). In dieser Auflage finden sich auch Beiträge in englischer Sprache (z. B. in Band 3, Teil 6, K. B. Wormsley, Pathophysiology of the Exocrine Pancreas).
- Band 1 Infektionskrankheiten, 3 Teile, Herausgeber Otto Gsell und W. Mohr, 1967
- Band 2 Blut und Blutkrankheiten, Herausgeber Ludwig Heilmeyer, Herbert Begemann, 8 Teilbände
  - Teil 1: Allgemeine Hämatologie und Physiopathologie des erythrocytären Systems, 1968 (Hrsg. Ludwig Heilmeyer), 786 Seiten, ISBN 3-540-04151-6
  - Teil 2: Klinik des erythrocytären Systems, 1970 (Hrsg. Herbert Begemann, Ludwig Heilmeyer u. a.), 1082 Seiten, ISBN 3-540-04849-9
  - Teil 3: Leukocytäres und retikuläres System I, 1976 (Hrsg. Herbert Begemann), 503 Seiten, ISBN 3-540-07748-0
  - Teil 4: Leukocytäres und retikuläres System 2, 1974 (Hrsg. Herbert Begemann), 486 Seiten, ISBN 3-540-06355-2
  - Teil 5: Krankheiten des lymphocytären Systems, 1974 (Hrsg. Herbert Begemann), 467 Seiten, ISBN 3-540-06254-8
  - Teil 6: Leukämien 1978 (Hrsg. Herbert Begemann, J. P. Obrecht u. a.)
  - Teil 7: Non-Hodgkin-Lymphome (Hrsg. Herbert Begemann, J. P. Obrecht, K. Bremer, H. Stein, S. A. Büchner), 1982, XIII, 681 Seiten, ISBN 978-3-540-10418-6
  - Teil 8: Blutgerinnung und hämorrhagische Diathesen I
  - Teil 9: Blutgerinnung und hämorrhagische Diathesen II (Dieter Ludwig Heene), 1985
- Band 3 Verdauungsorgane, 6 Teile
  - Teil 1: Diseases of the Esophagus, 1974 (Gaston Vantrappen, J. Hellemans), ISBN 3-540-06694-2
  - Teil 2: Magen (Hrsg. Ludwig Demling), 1974, XXVII, 1125 Seiten, ISBN 3-540-06788-4
  - Teil 3: Dünndarm (Wolfgang Caspary, F. Bazzoli, Wolfgang Bommer u. a.), 1983
    - A: XXVI, 977 Seiten
    - B: XXVII, 745 Seiten, ISBN 978-3-540-12119-0

  - Teil 4: Dickdarm (Kurt Müller-Wieland), 1982, XXIV, 1173 Seiten, ISBN 3-540-10541-7
  - Teil 6: Pankreas (Hrsg. Max Michel Forell), 1976, ISBN 3-540-07257-8
- Band 4 Erkrankungen der Atmungsorgane, 4 Teile
  - Teil 1: Pneumokoniosen (Hrsg. Wolfgang T. Ulmer, G. Reichel), 1976, ISBN 3-540-07507-0
  - Teil 2: Bronchitis, Asthma, Emphysem (Hrsg. Wolfgang T. Ulmer), 1979, ISBN 3-540-09019-3
  - Teil 3: Lungentuberkulose (Heinrich Jentgens), 1981
  - Teil 4: Tumoren der Atmungsorgane und des Mediastinums (Friedrich Trendelenburg u. a.), 1985
    - A: Allgemeiner Teil, XVI, 429 Seiten, ISBN 978-3-540-15018-3
    - B: Spezieller Teil, XVIII, 678 Seiten, ISBN 978-3-540-15099-2
- Band 6 Erkrankungen der Knochen, Gelenke und Muskeln, 2 Teile
  - Teil 1: Klinische Osteologie (Friedrich Kuhlencordt, Heinrich Bartelheimer, B. A. Ashton, Peter C. Alnor u. a.), 1980
    - A: XVIII, 655 Seiten, ISBN 978-3-540-08730-4
    - B: XV, 660 Seiten, ISBN 978-3-540-08730-4

  - Teil 2: Rheumatologie (Hrsg. Hartwig Mathies)
    - A: allgemeiner Teil, 1983, XVIII, 626 Seiten, ISBN 978-3-642-68648-1
    - B: spezieller Teil I (Gelenke), 1984, VIII, 848 Seiten, ISBN 978-3-642-68783-9
    - C: spezieller Teil II (Wirbelsäule, Weichteile, Kollagenerkrankungen), 1983, XI, 929 Seiten, ISBN 978-3-540-11312-6
- Band 7 Stoffwechselkrankheiten
  - Teil 1: Erbliche Krankheiten des Kohlenhydrat-, Aminosäuren- und Proteinstoffwechsels, 1974 (Friedrich Linneweh, W. Barthelmai), XX, 905 Seiten, ISBN 3-540-06313-7
  - Teil 2: Diabetes mellitus (Karl Oberdisse, Erol Cerasi, R. Beckmann u. a.)
    - A: 1975, ISBN 3-540-07062-1
    - B: 1977, ISBN 3-540-07741-3

  - Teil 3: Gicht, 1976 (Nepomuk Zöllner, Wolfgang Gröbner), XIX, 661 Seiten, ISBN 3-540-07258-6
  - Teil 4: Fettstoffwechsel, 1976 (Hrsg. Gotthard Schettler, Heiner Greten, Günter Schlierf, Dietrich Seidel), ISBN 3-540-07585-2
- Band 8 Nierenkrankheiten, 3 Teile, 1968 (herausgegeben von Herbert Schwiegk), ISBN 3-540-04152-4
  - Teil 1 (bearbeitet von Eberhard Buchborn, Karel Čapek, Peter Deetjen, J. Eigler, Konrad Federlin, Robert Heintz, J. Heller, Hans Jesserer, Arnold Kleinschmidt, Friedrich Krück, J. Martinek, Ernst-Friedrich Pfeiffer, Roland Richterich, Gerhard Riecker, Klaus Thurau, F. Wahlig, H. Wirz, Hans Ulrich Zollinger), ISBN 978-3-642-95038-4, XX, 1192 Seiten
  - Teil 2 (bearbeitet von Heinrich Berning, Eberhard Buchborn, Paul Theodor Cottier, H. Edel, Volker Friedberg, Franz Gross, Konrad Hugo Jarausch, H. M. Keller, Reinhold Kluthe, Friedrich Linneweh, Hellmut Nieth, François Reubi, Hans Joachim Sarre, W. Teller, K. G. Thiele), XX, 1084 Seiten
  - Teil 3 (bearbeitet von Nils Alwall, Friedrich Arnholdt, D. Beck, Horst Bickel, Alexis Labhardt, Friedrich Linneweh, Heinz Losse, Gustav Adolf Martini, Erich Matouschek, Julius Moeller, Eberhard Ritz, Walter Scheitlin, Egbert Schmiedt, Walter Siegenthaler, Nepomuk Zöllner), XVI, 896 Seiten
- Band 9 Herz und Kreislauf
  - Teil 1: Herzrhythmusstörungen (Hrsg. Bernd Lüderitz), 1982, XXVI, 1151 Seiten, ISBN 978-3-540-12079-7
  - Teil 2: Schock (Hrsg. Gerhard Riecker; bearbeitet von Walter Bleifeld et al.), 1984, XIV, 432 Seiten, ISBN 3-540-12543-4
  - Teil 3: Koronarerkrankungen (Hrsg. Helmut Roskamm), 1984, XXXV, 1386 Seiten, ISBN 978-3-540-13021-5
  - Teil 4: Herzinsuffizienz (Hrsg. Gerhard Riecker, Autoren u. a. Gernot Autenrieth), Berlin / Heidelberg / New York / Tokyo 1984, XVII, 834 Seiten, ISBN 978-3-642-82184-4, ISBN 3-540-13022-5
  - Teil 5: Myokarderkrankungen, Perikarderkrankungen, Herztumoren (Hrsg. Paul Schölmerich, Hansjörg Just, Thomas Meinertz), 1989, XXII, 822 Seiten, ISBN 3-540-17417-6
  - Teil 6: Gefäßerkrankungen (Hrsg. Werner Schoop, Horst Rieger), 1992

## Ähnliches Werk
Der Gustav Fischer Verlag in Stuttgart und New York veröffentlichte ein Handbuch der Inneren Erkrankungen. Herausgeber war Gerhard Brüschke. Es war auf sechs Bände angelegt. 1985 hat Bernd Heublein Band 1 Herz-, Kreislauf- und Gefäßerkrankungen in zwei Teilen herausgegeben. Band 5 Infektionskrankheiten erschien bereits 1983.